# ロシアの風力発電

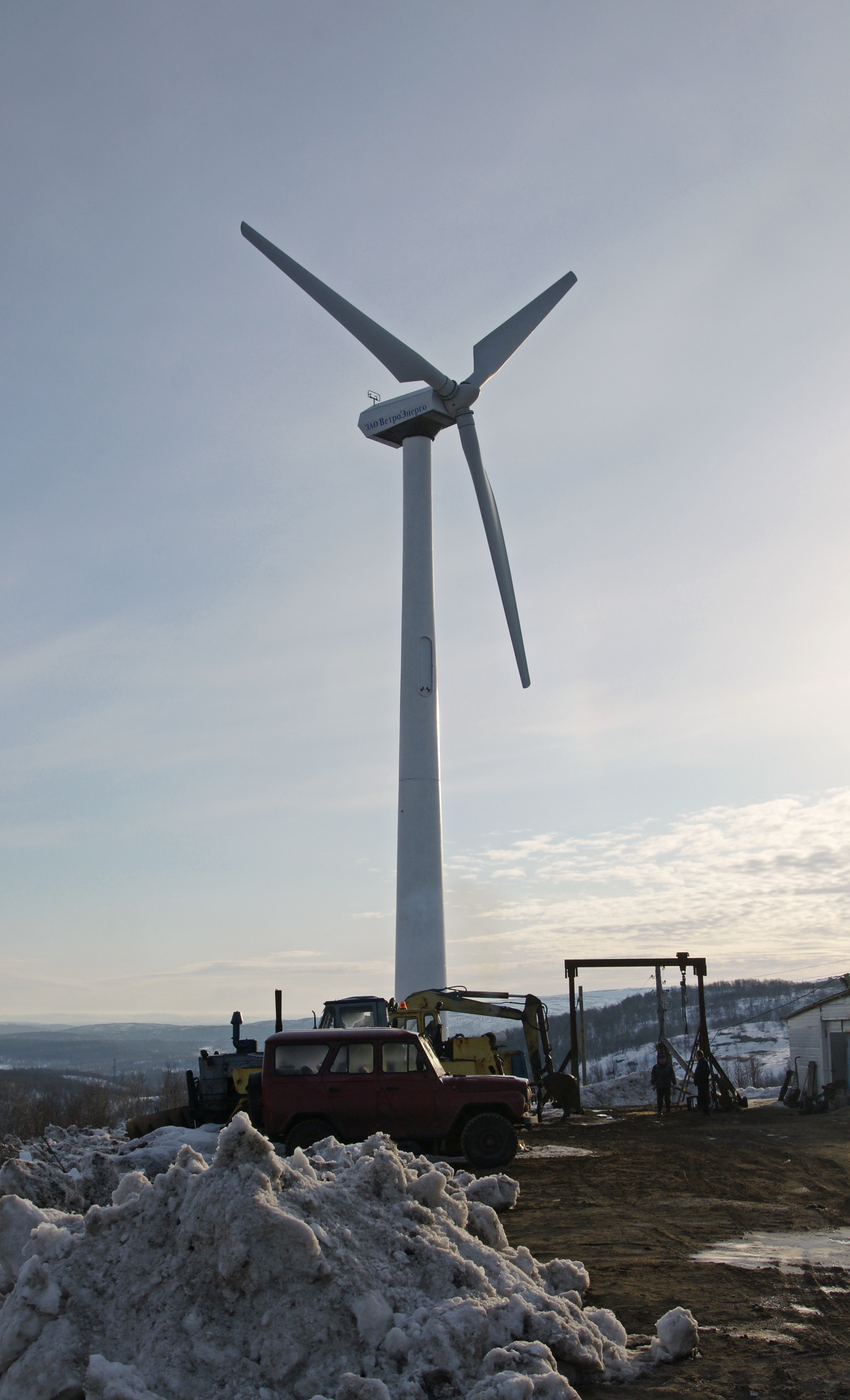
ムルマンスク州オムニホテル近郊の風力発電機。ムルマンスク州の風力潜在性はロシアの中でも最大級である。

ロシアの風力発電ではロシア連邦における風力発電について説明する。

## 概要
ロシアは小規模発電の利用では長い歴史があるものの、大規模風力電気生産の開発はまだ進んでいない。現在の多くの風力発電施設は人口密度の低い農業地帯に位置しており、これらの発電施設は主要な電力網への接続が難しい。
ロシアは80,000TWh/年程の風力発電の潜在性を持ち、6,218TWh/年程のが経済的に実行可能と見積もられている。これらの潜在性の多くは南部のステップと海岸域に存在し、これらの地域の多くは人口密度が1平方kmあたり1人よりも低い。これらの地域は低い人口密度のため、現状では電力基盤が整っておらず風力発電の開発が進まない要因になっている。2006年、ロシアは合計導入風力容量で15MWであった。
2010年末時点では、ロシアに導入された風力発電の量は17MWよりも少なかったが、■■■■年現在ロシア国内では合計容量で1,700MWの計画が存在する。ロシア風力エネルギー協会は2020年にエネルギーの総量のうち4.5%を自然エネルギーから調達するという目標をロシアが達成する場合、風力発電の合計容量は7,000MWほどに必要と予測している。
2010年、エイスクのアゾフ海で風力発電所を建設する計画が公表された。当初は容量を50MW、1年後には100MWにすることを予測している。メルケル首相がロシアを訪問した2010年7月、ドイツのシーメンス社はロシアの風力発電所を建設すると公表した。2015年にはロシア国内で風力発電で1,250MWの発電容量を導入することを望んでいるとしている。また、極東やサハリン州などでは日本企業などとも開発を進めているほか、2013年には米国企業が北方地域で建設を受注している。

## 風力発電所一覧
（ロシア語版一覧記事）
| 名称                                     | 位置                                      | 発電容量 (MW) | その他                             |
| ---------------------------------------- | ----------------------------------------- | ------------- | ---------------------------------- |
| ゼレノグラーツク風力発電所（クリコヴォ） | カリーニングラード、ゼレノグラーツク      | 5.1           | カリーニングラード発電会社         |
| チュプキリドィ風力発電所                 | バシコルトスタン共和国 トゥイマジンスキー | 2.2           | バシキールエネルゴ                 |
| カルムイク風力発電所                     | カルムイク共和国                          | 1             | ルスギドロ(83,4%) МРСК Юга(16,6 %) |
| マリインスコ＝ポサツキー風力発電所       | チュヴァシ共和国                          | 0.2           | チュヴァシエネルゴ                 |
| アナディリ風力発電所                     | チュクチ自治管区 アナディリ地区           | 2.5           | Чукоткоммунхоз                     |
| ザポリャリエ風力発電所                   | コミ共和国                                | 1.5           | コミエネルゴ                       |
| ニコリスコエ風力発電所                   | カムチャツカ地方                          | 1.2           | カムチャツカエネルゴ               |
| マルキンスカヤ風力発電所                 | ロストフ州 ツィムリャンスキー             | 0.3           | ロストフエネルゴ                   |

## 註
1. ↑  “2007 Survey of Energy Resources”.   World Energy Council 2007 (2007年). 2011年4月9日時点のオリジナルよりアーカイブ。2011年1月23日閲覧。
2. ↑  “Renewables: The Energy for the 21st Century”.   World Renewable Energy Congress VI (1–7 July 2000). 2011年2月25日閲覧。
3. 1 2  “Russia to spend $200 million on largest wind-power plant”.   RIA Novosti (2010年7月30日). 2011年1月23日閲覧。
4. 1 2  Honey Garcia (2011年7月16日). “Siemens makes a bid for Russia’s wind power through joint venture”.   Ecoseed. 2013年4月14日時点のオリジナルよりアーカイブ。2011年3月6日閲覧。
5. ↑  Trevor Sievert (2010年7月23日). “Russia- Russian Wind Power”.   Industry News. 2011年2月25日閲覧。
6. ↑  “シーメンス、ロシアの鉄道と風力発電システムを数千億円規模で獲得”.   ecool.jp (2010年7月21日). 2014年6月5日閲覧。
7. ↑  “三井物産がロシアのサハリンで風力発電の試み、試験実施へ”.   JSN. 2014年6月5日閲覧。
8. ↑  “米国企業が国後島で風力発電所建設へ　受注し事業着手（各紙）”.   Finance GreenWatch (2013年3月29日). 2014年6月5日閲覧。
9. ↑  “巨大風力発電所の建設開始”.   ロシアNOW (2013年12月27日). 2014年6月5日閲覧。